# À la suite
 (août 2023).
Si vous disposez d'ouvrages ou d'articles de référence ou si vous connaissez des sites web de qualité traitant du thème abordé ici, merci de compléter l'article en donnant les références utiles à sa vérifiabilité et en les liant à la section « Notes et références ».

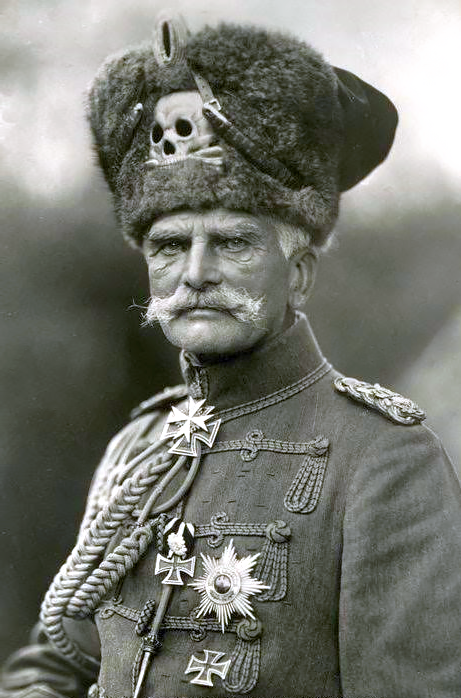
En photo, le Général Feldmarschall August von Mackensen ayant reçu le titre honorifique « à la suite » à plusieurs reprises au cours de sa carrière militaire dans l'Empire allemand.

À la suite est un titre militaire honorifique que l’on rajoutait dans l’Empire allemand et dans l’Empire russe aux officiers méritants qui avaient au moins commandé un régiment et qui étaient ainsi récompensés. Cela n’impliquait pas de position officielle, mais marquait l’estime du souverain, surtout lorsqu’on était à la suite de Sa Majesté Impériale. Le titre en français était employé en Allemagne, dans la plupart des États souverains, jusqu’en 1918.

## En Prusse
- À la suite de l'armée était réservé aux officiers de haut rang qui avaient commandé dans des régiments non-prussiens, ce qui leur permettait ensuite un avancement dans l'armée de Prusse.
- À la suite des régiments était un titre honorifique spécialement attribué aux princes ou généraux, ainsi qu'aux officiers qui avaient commandé dans des bataillons non prussiens.